# (7314) Pevsner
(7314) Pevsner  es un asteroide perteneciente al cinturón de asteroides, descubierto el 25 de marzo de 1971 por Ingrid van Houten-Groeneveld, Cornelis Johannes van Houten  y Tom Gehrels desde el Observatorio Palomar, en Estados Unidos.

## Designación y nombre
Pevsner se designó inicialmente como 2146 T-1.
Más adelante fue nombrado en honor al escultor ruso Antoine Pevsner (1888-1962).

## Características orbitales
Pevsner orbita a una distancia media del Sol de 3,1201 ua, pudiendo acercarse hasta 2,6530 ua y alejarse hasta 3,5871 ua. Tiene una excentricidad de 0,1496 y una inclinación orbital de 1,7009° grados. Emplea en completar una órbita alrededor del Sol 2013 días.

## Características físicas
Su magnitud absoluta es 13,0. Tiene 11,394 km de diámetro. Su albedo se estima en 0,111.